# معترسة أمامية المناسل
معترسة أمامية المناسل (الاسم العلمي:Syngamus anterogonimus) هي نوع من الديدان الأسطوانية تتبع جنس المعترسة من فصيلة المعترسات.